# Шенковець
46°25′ пн. ш. 16°25′ сх. д. / 46.41° пн. ш. 16.42° сх. д.
Шенковець (хорв. Šenkovec) – громада і населений пункт в Меджимурській жупанії Хорватії.

## Населення
Населення громади за даними перепису 2011 року становило 2 879 осіб. Населення самого поселення становило 2 466 осіб.
Динаміка чисельності населення громади:
Динаміка чисельності населення центру громади:

## Населені пункти
Крім поселення Шенковець, до громади також входить Кнезовець.

## Клімат
Середня річна температура становить 10,24°C, середня максимальна – 25,07°C, а середня мінімальна – -6,83°C. Середня річна кількість опадів – 823 мм.
| Клімат поселення                              | Клімат поселення | Клімат поселення | Клімат поселення | Клімат поселення | Клімат поселення | Клімат поселення | Клімат поселення | Клімат поселення | Клімат поселення | Клімат поселення | Клімат поселення | Клімат поселення | Клімат поселення |
| Показник                                      | Січ.             | Лют.             | Бер.             | Квіт.            | Трав.            | Черв.            | Лип.             | Серп.            | Вер.             | Жовт.            | Лист.            | Груд.            |                  |
| Середній максимум, °C                         | 5,36             | 7,54             | 12,05            | 16,62            | 22,01            | 25,07            | 24,36            | 23,76            | 19,46            | 14,20            | 8,39             | 4,54             |                  |
| Середня температура, °C                       | −0,72            | 1,45             | 5,95             | 10,52            | 15,90            | 18,96            | 20,37            | 19,78            | 15,49            | 10,21            | 4,42             | 0,56             |                  |
| Середній мінімум, °C                          | −6,83            | −4,64            | −0,14            | 4,42             | 9,82             | 12,86            | 16,38            | 15,80            | 11,50            | 6,23             | 0,44             | −3,42            |                  |
| Норма опадів, мм                              | 39               | 42               | 53               | 64               | 72               | 93               | 89               | 88               | 80               | 74               | 74               | 55               |                  |
| Середньомісячна швидкість вітру, м/с          | 2.00             | 2.20             | 2.60             | 2.60             | 2.40             | 2.20             | 2.10             | 1.90             | 1.90             | 1.90             | 2.07             | 2.08             |                  |
| Середньомісячна сонячна радіація, кДж/м²·день | 4002             | 6705             | 10535            | 14943            | 18944            | 20820            | 21295            | 18627            | 13838            | 8605             | 4455             | 3223             |                  |
| --------------------------------------------- | ---------------- | ---------------- | ---------------- | ---------------- | ---------------- | ---------------- | ---------------- | ---------------- | ---------------- | ---------------- | ---------------- | ---------------- | ---------------- |
| Джерело:                                      |                  |                  |                  |                  |                  |                  |                  |                  |                  |                  |                  |                  |                  |